# Años 1930 en Cantabria

Bandera de la Segunda República Española con su escudo.

Los años 1930 en Cantabria, como en el resto de España, coincidieron con la implantación de la Segunda República tras el derrumbe de la monarquía borbónica, arrastrada por la caída de la dictadura impuesta por Miguel Primo de Rivera en 1923. Primer sistema democrático establecido en España, las intenciones reformistas del régimen republicano azuzaron una reacción en contra que fructificó en el contexto de la Gran Depresión y el ascenso de los fascismos en Europa.
Cantabria, durante la década de 1930, experimentó una progresiva politización de su sociedad, hasta el momento caracterizada por la apatía política, que contribuyó a desarrollar incipientes pero dinámicos comportamientos democráticos, aunque la progresiva polarización ideológica desembocaría en violencia tras al golpe de Estado del 18 de julio de 1936. Sorpresivamente la provincia mantuvo su lealtad a la legalidad vigente tras el fracaso de la sublevación (gracias a la descoordinación de los golpistas y la eficaz reacción de las fuerzas del Frente Popular), luchando en el lado republicano hasta la conquista de la región por parte de las tropas franquistas en el verano de 1937.

## La Segunda República
El 14 de abril se proclama la Segunda República Española. Santander amanece republicana entre el júbilo de unos y el estupor de otros, que no se explicaban tan inesperado cambio por unas elecciones municipales. La Diputación Provincial celebró su última sesión el 23 de abril, bajo la presidencia de J. A. Morante y con la asistencia de los señores Pereda Elordi, Cordero Arronte, Labat Calvo y Lastra Serna.
La  Segunda República nació en un 'contexto muy adverso –el de la Gran Depresión y el ascenso de los fascismos—, impidiendo su consolidación la confrontación entre dos bloques sociopolíticos dispuestos a desbordarla, desde la derecha y la izquierda.
Por la izquierda el proletariado industrial y agrario vio frustradas sus demandas más básicas y acuciantes (condiciones laborales dignas, acceso a la propiedad rural, una elemental seguridad social), deslizándose hacia posiciones revolucionarias. No obstante siempre presentó serias dificultades para organizar un frente común a causa de las diferencias (ideológicas, estratégicas y tácticas) que enfrentaban a anarquistas, social-revolucionarios, social-demócratas, comunistas.
Por la derecha las clases medias rurales y urbanas, profundamente religiosas, horrorizadas ante las transformaciones sociales y el fantasma de la revolución, se aliaron con la alta burguesía preocupada por las demandas de las clases trabajadoras, el cuestionamiento de su hegemonía política y, en definitiva, la alteración del status quo. Reacción, militarismo y fascismo cristalizaron en una solución autoritaria.
En definitiva, durante el crítico período de los años 30 se evidenciaron las fuertes contradicciones y tensiones que el proceso de desarrollo —industrialización, urbanización, proletarización- provocaba en un país aún mayoritariamente rural, agrario y tradicional.

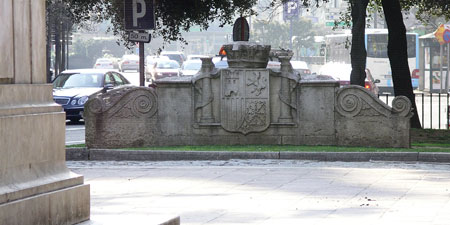
El escudo de la II República Española estaba situado en la plaza del Ayuntamiento, justo al lado de la estatua ecuestre de Franco. Fue retirado el 18 de diciembre de 2008.

En Cantabria, caracterizada mayormente por una baja violencia, la República siguió en su desarrolló un esquema similar, aunque dotado de características propias:
- Tras una primera fase de desorientación, la derecha experimentó un proceso de reorganización y fortalecimiento, basculando desde posiciones pragmáticas hacia la hostilidad abierta contra el régimen republicano. Articulando fuerzas políticas dispares alrededor de unos postulados básicos –orden, religión, familia y propiedad-, movilizó a un importante espectro de  clases medias urbanas y amplias capas del campesinado, sobre las que la Iglesia mantenía una considerable influencia. Se logra así la consolidación de una nueva derecha –Agrupación Regional Independiente, Centro Tradicionalista, Unión de Derechas Agrarias-, apoyada por sindicatos agrícolas e instituciones religiosas –Acción Católica- y constituida en la principal fuerza política de la región. Descollarán con ella nuevos líderes como Pedro Sainz Rodríguez (independiente) o José Luis Zamanillo (tradicionalista). La  Falange, de reducida presencia en la provincia –entre jóvenes de clase media y obrera-, colaboró sobremanera en azuzar la espiral de violencia mediante sus constantes enfrentamientos con las juventudes socialistas, federales o libertarias (Manuel Hedilla alcanzará gran relevancia durante la guerra como virtual sucesor de José Antonio).

- El  Partido Socialista, fuerza hegemónica de la izquierda –su principal figura fue Bruno Alonso-, pugnó entre la necesidad de alianza con los partidos republicanos y la preocupación por diferenciarse programáticamente de estos. Fundado en la región en 1887, en 1931 era la fuerza política mejor organizada, contribuyendo decisivamente al triunfo de las candidaturas antimonárquicas en las elecciones de abril. Si la colaboración con el republicanismo liberal se mantuvo hasta las elecciones a Cortes constituyentes, a partir de ahí aquella se cuestionó, mostrando su preocupación por la erosión que entre el electorado obrero pudiera provocar la alianza con formaciones burguesas. No obstante la apuesta por colaborar con los republicanos con objeto de estabilizar la República no debió de ser minoritaria, habida cuenta de la facilidad con que se acordó la organización del Frente Popular de cara a las elecciones de 1936. Por su parte, anarquistas y comunistas fueron siempre fuerzas de escasa presencia en la región.

- La incapacidad mostrada por los republicanos para superar sus diferencias ideológicas y lograr una base centrista y moderada que estabilizara la República. Si los partidos  Federal y Radical representaban la tradición republicana, aparecen en estos años nuevas fuerzas políticas: el Partido Republicano Radical Socialista, la Derecha Liberal Republicana y la Acción Republicana de Manuel Azaña –posteriormente Izquierda Republicana-, dirigida en Cantabria por el antiguo diputado federal Ramón Ruiz Rebollo. Estas agrupaciones se vieron constantemente devoradas por sucesivas escisiones (Partido Republicano Conservador de Miguel Maura, Partido Radical Socialista Independiente de M. Domingo, dos fracciones del Partido Federal). Representando a un 20% del electorado, también se vieron afectadas por la creciente polarización, dividiéndose en formaciones de centro-izquierda y centro-derecha sin reconciliación posible.

- En Cantabria, esta efervescencia política y sus consecuentes confrontaciones fueron vividas con intensidad por el cuerpo electoral, aunque la violencia se mantuvo a un nivel muy bajo a lo largo del lustro en relación con otras regiones, a excepción de algunos sucesos en octubre de 1934.

- La polarización del espectro político hacia sus extremos y la práctica volatilización del centro, especialmente tras las elecciones de 1936, azuzaron la espiral de confrontación a lo largo de la primavera de ese año, desembocando ocasionalmente en episodios sangrientos. Las calles derivaron en un escenario de enfrentamientos que alcanzaron su culminación con el asesinato de Luciano Malumbres, director del diario La Región, a manos de un falangista.

De este modo, los procesos electorales durante la República alcanzaron una vitalidad nunca vista anteriormente, consecuencia de la libertad de expresión, la movilización del electorado, el abanico ideológico de las fuerzas en contienda y la organización y dinamismo de las formaciones políticas. Vitalidad e, incluso, virulencia en la confrontación electoral que no derivó, salvo excepciones, en la violencia abierta, caracterizándose las jornadas de votación por la tranquilidad y la ausencia de incidentes de consideración. Respecto a los resultados, si la circunscripción se caracterizó por su sesgo conservador, este no fue abrumador, manteniéndose un cierto equilibrio político entre izquierda y derecha.
Fue durante los años de la República cuando se plantearon los primeras iniciativas autonomistas, sustentadas en las posibilidades descentralizadoras que auspiciaba la Constitución de 1931. Así, en el seno de la Diputación Provincial se estudiará la posibilidad de elaborar un estatuto de autonomía, llegando a nombrar una comisión preparatoria en julio de 1936. Asimismo, el Partido Federal elaboró en 1936 un Estatuto de Autonomía para un Estado Federal Cántabro-Castellano, que no pudo aprobarse por el estallido de la Guerra Civil. Como consecuencia de la contienda y la marginación subsiguiente de estas tendencias se utilizó menos el nombre de Cantabria, que a nivel oficial quedó relegado a las federaciones deportivas, únicas en las que Cantabria seguía figurando como región.

## La guerra civil

Principales líneas de avance del ejército sublevado en el Frente Norte entre marzo y septiembre de 1937.

### Sublevación frustrada
Después de la sublevación militar del 18 de julio de 1936, Cantabria permaneció fiel al gobierno legítimo de la República, pero su aislamiento del resto del territorio republicano impidió una eficaz resistencia. La capital fue conquistada en agosto de 1937, y la llamada batalla de Santander concluyó el 1 de septiembre del mismo año, cuando toda la región (salvo Tudanca y Liébana, que caerían en el ataque a Asturias) pasó al llamado bando nacional (franquista).
El fracaso de la rebelión en Cantabria causó sorpresa en todos aquellos que tenían asumida la imagen conservadora, tradicional, rural y católica que velaba las importantes transformaciones socioeconómicas y culturales experimentadas por la región desde finales del siglo XIX. Las causas del fracaso golpista serían, por tanto, de dos tipos: estructurales y coyunturales.
Estructural fue la pujanza y vitalidad alcanzadas por el movimiento obrero en Cantabria durante el primer tercio del siglo, especialmente la ugetista Federación Obrera Montañesa, plasmada en la fortaleza y expansión del sindicalismo en las áreas industriales y su incipiente penetración en algunos ámbitos rurales. Su capacidad de movilización y la celeridad con la que reaccionaron sus dirigentes en las primeras horas del alzamiento, llenando el vacío de poder generado por la incapacidad de respuesta de las autoridades provinciales, contrastaron con la descoordinación de las tramas golpistas, militares y civiles.
Las coyunturales, en gran medida consecuencia de la anterior, fueron diversas circunstancias acaecidas antes y durante la rebelión militar:
- Las elecciones de febrero significaron un éxito amargo para las derechas: pese a su éxito en la región, el triunfo franquista del Frente Popular dejó en manos de la izquierda los órganos de poder provincial y municipal. La frustración radicalizó las posiciones conservadoras, beneficiando a la  Falange que, aunque marginal, inició una campaña de desestabilización en los meses posteriores a los comicios.

- La pasividad de las fuerzas de la derecha ante la preparación del golpe, confiando en el peso de la mayoría conservadora de la región y delegando la iniciativa en los militares. Imprevisión agravada por la existencia de varias tramas golpistas no coordinadas, también en el seno del ejército (sólo en Santander hubo cierta conexión). Los militares implicados, además, no contactaron ni con la policía ni con la Guardia Civil. En ese sentido, Guardias de Asalto y Carabineros permanecieron leales a la legalidad, mientras que la Benemérita aguardó como espectador pasivo, a la espera de la evolución de los hechos.

- El asesinato de Luciano Malumbres, director del diario izquierdista La Región, tiroteado el 3 de junio por un falangista, conmocionó a la ciudad, extendiendo la confusión y el miedo. La represión policial encarceló u obligó a los falangistas a esconderse, impidiéndoles una más activa actuación el 18 de julio.

- Las vacilaciones del coronel José Pérez y García Argüelles, gobernador Militar al frente del Regimiento n.º 23, acuartelado en la calle Alta. Pese a su proximidad a los golpistas y a las reuniones con falangistas en los días previos, su indecisión durante las primeras horas, la confusión de las informaciones y la enérgica respuesta obrera (rodearon el cuartel y filtraron la información, interceptando el telégrafo) más la presencia en la bahía del buque Jaime I lograron que no se alzara. De hecho, entregó el mando del cuartel gracias a una treta de Juan Ruiz Olazarán, quien fabricó una orden del Ministerio de Guerra. Argüelles fue encarcelado, pero, paradójicamente, fueron los franquistas quienes lo fusilaron por su actuación en los días del golpe.

- La rápida reacción de la izquierda movilizó de inmediato sus recursos, incluso por encima de la legalidad republicana, sustituyendo la inoperancia del gobernador civil Enrique Balmaseda Vélez. Reseñable fue la actuación del presidente de la Diputación Provincial, Ruiz Olazarán, quien encabezó las fuerzas del Frente Popular, la FOM-UGT y la CNT coordinándolas en una dirección hacia un objetivo: frustrar el golpe en Cantabria. De hecho, Olazarán (nombrado gobernador civil) formó un acertado triunvirato director junto a los diputados Bruno Alonso y Ramón Ruiz Rebollo.
- La lealtad a la legalidad y la decisión en su defensa del coronel José García Vayas, quien junto a civiles frentepopulistas frustró la trama golpista en el destacamento militar de Santoña, controlando la mayor fuerza armada de la provincia y poniendo a disposición de las milicias su arsenal. Se trasladó a Santander y envío tropas para controlar los pasos de montaña de la provincia. En la capital recibió el mando del Regimiento 23.

- En las áreas rurales, punto débil de la izquierda, se organizaron milicias que conformaron Comités Locales del Frente Popular. Así pudieron lograr el control de Torrelavega (tras la rendición de la Guardia Civil), tomar Potes o, tras una auténtica tragedia, Reinosa.

### Restitución del orden y autonomíade facto

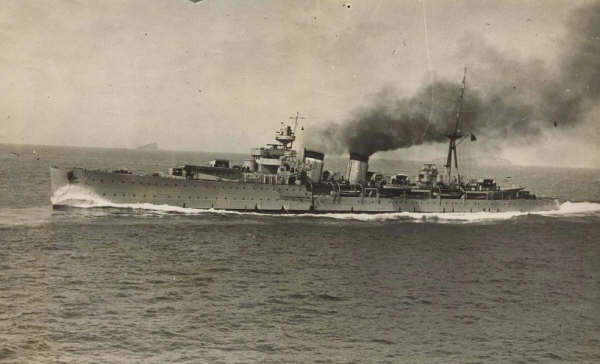
El Crucero Almirante Cervera, apodado "El Chulo del Cantábrico", se hizo famoso por sus constantes bombardeos contra localidades costeras republicanas entre 1936 y 1937.

Abortada la rebelión las fuerzas del Frente Popular se centraron en la reconstrucción del orden, la centralización del poder (fracturado por la virtual independencia de los Comités Locales) y la detención de los actos incontrolados (muchos asesinatos se produjeron al albur del derrumbe de la legalidad: unos 800 muertos y 343 desaparecidos), mediante la designación de un Comité de Guerra (julio de 1936). Con el nombramiento de Juan Ruiz Olazarán como gobernador civil (agosto de 1936) se busca la reconstitución de la autoridad y la legalidad, focalizando las funciones militares en una Comisaría de Defensa (septiembre de 1936) dirigida por Bruno Alonso. El mando del II Cuerpo, como parte integrante del Ejército del Norte, se encarga a García Vayas. En febrero de 1937 la Junta de Defensa de Santander es sustituida por un Consejo Interprovincial de Santander, Palencia y Burgos, aunque sólo la primera permanece íntegramente en territorio republicano.
La constitución ex novo de estos organismos (a los que la legislación central se adaptará a posteriori), el aislamiento de la cornisa cantábrica respecto al grueso del territorio republicano y la escasa coordinación de las tres provincias crearon en Cantabria una virtual situación de autogobierno, lo que influyó en una valoración positiva del autonomismo (cuestión, no obstante, que republicanos y socialistas aplazaron hasta la finalización de la guerra). Se produjo, sin embargo, una paulatina restitución de las instituciones republicanas, lo que en la práctica generó un sistema mixto de poder.
Aunque el objetivo principal estuvo claro desde el principio: limitar los impulsos revolucionarios y reconstituir el poder central para lograr ganar la guerra, ello no evitó divisiones y luchas de poder entre los diferentes grupos políticos y sindicatos. La marcha del conflicto derivó además en el incremento de las detenciones políticas (en total 4500 encarcelados). Respecto a la prensa, la dirección de los periódicos fue asignada a comités obreros.
Las consecuencias del golpe y el estado de guerra también descoyuntaron la economía regional, afectada por la huida de directores, gerentes y administradores, por la carencia de materias primas (a causa del aislamiento por tierra y el bloqueo marítimo) y por la necesidad de imponer el racionamiento; lo cual se agravaría con la llegada de refugiados de otras provincias. El establecimiento de una economía de guerra obligó a una intervención directa de las autoridades públicas en el sistema productivo.
La Gobierno cántabro fue desde un principio consciente de constituir la pieza más frágil del bloque republicano del norte, por el menor desarrollo económico de la región respecto a los vecinos asturianos y vizcaínos, y por la hostilidad de una extensa población conservadora. Los cántabros, por tanto, serán los más interesados en respetar la autoridad del Gobierno central republicano y en coordinarse con las otras dos provincias, buscando el apoyo, en un difícil equilibrio, de la revolucionaria Asturias y de la autonomista y conservadora Vizcaya. Nunca se logró una auténtica coordinación, y en la práctica las tres provincias actuaron como tres bloques autónomos.
Desde Cantabria se lanzaron varias ofensivas militares: contra Burgos en diciembre del 36; sobre el Páramo de Lora para cortar las comunicaciones entre Burgos y el frente de Vizcaya en febrero del 37… Santander, además, hubo de soportar sucesivas incursiones aéreas, con bombardeos indiscriminados sobre la población (lo que redundó en represalias como la del buque-prisión Alfonso Pérez), pero el grueso de la contienda en el norte de la Península se produjo durante el verano de 1937.

### La caída del frente norte

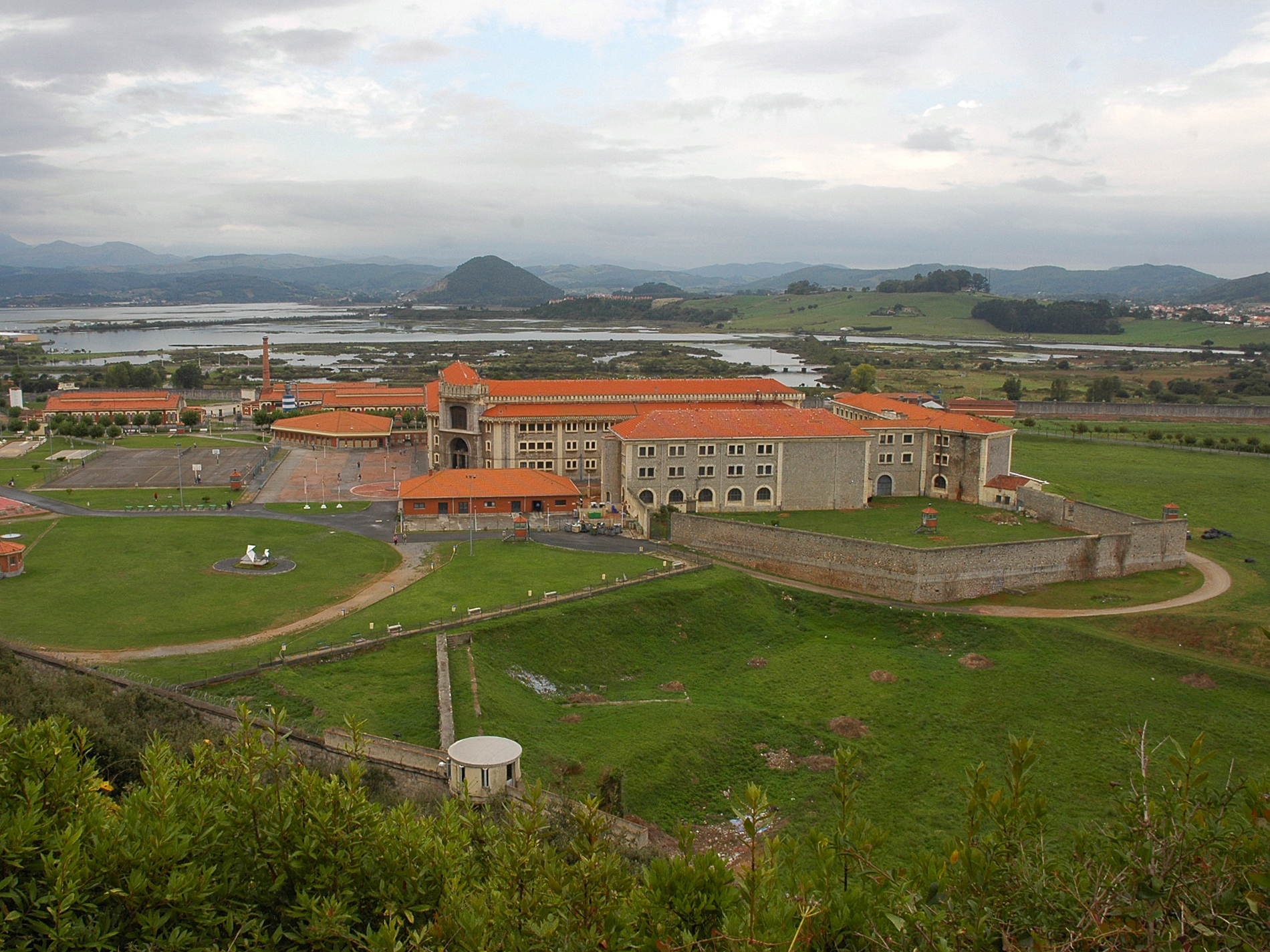
El Penal de El Dueso, en Santoña, donde fueron recluidos y ejecutados soldados republicanos.

La Campaña del Norte, emprendida por las tropas franquistas y desarrollada entre abril y noviembre de 1937, acabó con el área del Cantábrico controlada por los republicanos. En Cantabria las operaciones tuvieron lugar entre agosto y septiembre, tras la conquista de Vizcaya por las tropas franquistas (lo que provocó la ingente afluencia de refugiados vascos, agravando la difícil situación de la provincia).
El 6 de agosto se constituía la Junta Delegada del Gobierno en el Norte, presidida por el General Mariano Gamir Ulibarri, integrada por los gobiernos de Euskadi, Asturias y Cantabria y encargada de coordinar la defensa frente a la ofensiva franquista. Para tal misión contaba con cuatro cuerpos de ejército: el XIV (vasco), el XV (cántabro) y los XVI y XVII (asturianos).
Frente a ellos el  General Dávila dirigía 6 brigadas navarras y 2 castellanas, más 3 divisiones y 1 brigada del cuerpo expedicionario italiano. La ofensiva se articuló mediante dos líneas de avance: 
- Una, desde Palencia y Burgos, embolsó la zona del Alto Ebro atacando simultáneamente desde el noroeste y el noreste, tomando Reinosa y ascendiendo hacia Santander a través de los valles del Saja, Pas y Besaya, apoderándose de Torrelavega.

- La otra, desde el este, partió del límite con Vizcaya y avanzó hacia los ríos Agüera y Asón.

El 24 de agosto las tropas vascas vinculadas al PNV firmaban la rendición con los mandos italianos (Pacto de Santoña). El 25 capitulaba Santander, donde penetraban las fuerzas italianas en la madrugada del 26. Y el 1 de septiembre el ejército franquista alcanzaba el límite con Asturias.
Las causas de la derrota republicana fueron varias:
- La superioridad militar franquista, especialmente en artillería y aviación (proporcionadas por alemanes e italianos) y el apoyo del acorazado España.
- La escasez de mandos militares en el ejército republicano.
- La desmoralización provocada por el avance enemigo y la llegada de numerosos refugiados.
- La falta de provisiones y alimentos.
- El aislamiento respecto del resto del territorio republicano, agravado por el bloqueo naval.